# Camp Q
Le Camp Q était une communauté expérimentale mise en place dans l'Essex, en Angleterre vers la fin de la Seconde Guerre mondiale. Il a été envisagé comme une communauté autonome peuplée par des enfants perturbés ou délinquants citadins inaptes à être inclus dans le programme d'évacuation en raison de leurs problèmes de comportement.

## Origine
En 1936, c'était à l'origine un camp mis en place pour les adultes mais il avait été fermé lorsque la guerre a commencé. Arthur Barron est devenu le chef du camp. Il pensait que les enfants pouvaient apprendre la discipline en prenant des responsabilités, mais ne devaient pas être contraints en permanence.

## Fermeture
La communauté a été fermée en 1946 pour des raisons d'hygiène et sécurité après que quelques fournisseurs et parents ont soulevé des préoccupations au sujet du bien-être des enfants, qui avaient continué dans leur comportement anti-social, à allumer des feux et à détruire des biens, tout en continuant à rejeter toutes responsabilités nécessaires pour le bon fonctionnement et l'entretien du camp.